# Калькутта (фильм, 1946)
«Калькутта» (англ. Calcutta) — фильм нуар режиссёра Джона Фэрроу, вышедший на экраны в 1946 году.
Фильм рассказывает о двух работающих в Калькутте американских гражданских лётчиках (Алан Лэдд и Уильям Бендикс), которые при расследовании убийства своего друга и коллеги выходят на преступную группу контрабандистов драгоценностями, в которую входит и невеста убитого (Гэйл Расселл). Критики дали фильму в целом сдержанную оценку, при этом современные киноведы обратили особое внимание на созданный Лэддом образ холодного, типично нуарового крутого парня с его открытым выражением недоверия по отношению к женщинам.
За год до этой картины студия Paramount выпустила на экраны приключенческий фильм «Два года под парусом» (1946), продюсером и соавтором сценария которого также был Сетон И. Миллер, режиссёром Джон Фэрроу, а главные роли исполнили Алан Лэдд и Уильям Бендикс. В том же году Лэдд и Бендикс сыграли друзей-лётчиков в фильме нуар «Синий георгин» (1946).
Хотя этот фильм был завершён уже в середине 1945 года, он был выпущен на экраны США только в апреле 1947 года (мировая премьера состоялась 20 декабря 1946 года в Лондоне). За этот промежуток времени Paramount успела снять и выпустить ещё один фильм с Лэддом в главной роли — шпионский триллер «Управление стратегических служб» (1946).

## Сюжет
Трое американских лётчиков и близких друзей — Нил Гордон (Алан Лэдд), Билл Каннингэм (Джо Уитни) и Педро Блейк (Уильям Бендикс) — работают на авиакомпанию, которая осуществляет коммерческие авиарейсы через Гималайский хребет между Калькуттой и китайским городом Чунцин. Однажды во время полёта у самолёта Нила и Педро отказывает один из двигателей, и они совершают аварийную посадку в горах. Вскоре им на выручку прилетает Билл, доставляя команду ремонтников и спасателей, одновременно приглашая их на свою помолвку с молодой американкой по имени Вирджиния Мур (Гэйл Расселл), которая должна состояться в Калькутте в конце недели. При этом Нил в разговоре с Педро сомневается в том, что Билл принял правильное решение, решив жениться. После возвращения в Калькутту в офисе своей авиакомпании Нил узнаёт, что Билла прошлой ночью кто-то задушил с помощью удавки. Не доверяя местным властям, Нил немедленно берёт отпуск, чтобы самостоятельно расследовать убийство друга. Нил и Педро постоянно живут в гостинице «Империал», там же жил и Билл. Добравшись до гостиницы, Нил и Педро направляются в ночной клуб, где их хорошая знакомая, певица Марина Танев (Джун Дюпре) сообщает, что вечеринка по случаю помолвки Билла отменена по указанию владельца клуба Эрика Лассера (Лоуэлл Гилмор). Нил находит в игральном зале Лассера, который подтверждает, что вечеринку по телефону отменила мисс Мур, которая также живёт в «Империале». На следующий день Педро отправляется в очередной рейс, во время которого знакомится с индийским торговцем Мулом Раджем Маликом (Пол Сингх), который приглашает его в свой магазин экспортно-импортных товаров в Чунцине. Тем временем Нил находит в гостинице Вирджинию, которая рассказывает ему, что в день убийства Билла она вместе с ним была в гостиничном баре. В тот вечер Билл был чем-то разозлён и прямо из бара ушёл по делам, обещая вернуться утром, однако больше она его не видела, а о его смерти узнала лишь из утренних новостей по радио. Под давлением Нила Вирджиния признаёт, что не любила Билла, однако утверждает, что была ему предана в ответ на его любовь. Когда Нил выражает своё принципиальное негативное отношение к браку, Вирджиния замечает, что он сильно отличается от Билла, поскольку «холоден, жесток и эгоистичен», на что Нил отвечает: «Зато я всё ещё жив». Увидев на шее Вирджинии дорогой кулон с бриллиантом, который подарил ей Билл, Нил срывает его, после чего уходит, обещая вернуть. В ювелирном магазине миссис Смит (Эдит Кинг) Нил выясняет у хозяйки, что за этот кулон Билл расплатился чеком банка «Империал» на сумму 7 тысяч долларов, что было для него непомерно большой суммой. Через банк Нил выясняет, что у Билла на счету действительно появились такая сумма денег, что было довольно странно. Нил возвращает Вирджинии кулон и приглашает её в ресторан. Извинившись за своё поведение, он спрашивает, откуда у Билла могли появиться деньги, однако Вирджинии об этом ничего не известно. В ходе разговора Нил в очередной раз говорит о том, что не доверяет женщинам, цитируя индийскую поговорку — мужчина, который доверяет женщине, идёт по ряске на пруду. Подсевший к ним Лессер подтверждает, что он выписал чек Биллу, который, по его мнению, мог спокойно выиграть эти деньги в казино. Вернувшийся из полёта Педро отзывает Нила в сторону, показывая ему найденный в салоне сапфир и рассказывая о странном поведении Малика, который пригласил его в свой магазин в Чунцине, но затем неожиданно исчез. Они подходят в ресторане к Малику, который намекает им на то, что их расследование может быть для них опасным. Вернувшись в свой номер, Нил с помощью слуги-китайца читает бумагу, в которую был завёрнут сапфир, с указанием цен на этот камень в Калькутте и Чунцине. Нил догадывается, что кто-то использует их самолёты, чтобы контрабандным путём переправлять драгоценности через Гималайский хребет.
Поздно вечером Нил отправляется в аэропорт, где тщательно обыскивает очередной самолёт, который должен вылететь в Чунцин. Под полом в проходе между креслами он обнаруживает сумку, наполненную драгоценностями на сумму примерно в четверть миллиона долларов. Когда он выходит из самолёта, кто-то мечет в него нож, а затем пытается задушить удавкой, как это было с Биллом. После непродолжительной схватки Нил одерживает верх, однако нападавшему удаётся скрыться неопознанным. По дороге в гостиницу Нил вынимает драгоценности из сумки и отдаёт их Педро, чтобы тот положил их в банковскую ячейку. При этом Нил оставляет себе пустую сумку и одну брошь, которые рассчитывает использовать в качестве приманки. Когда Нил с сумкой заходит в свой номер, из-за занавески появляется Малик с пистолетом в руке, отбирая у него эту сумку. Нил предлагает ему сотрудничество, на что тот соглашается. Через несколько секунд после того, как Малик выходит из номера, его убивают прямо в коридоре. При очередной встрече с Мариной Нил показывает ей брошь, выдвигая версию, что Билла убили потому, что он обнаружил контрабандный груз в самолёте, и вместо того, чтобы лететь в Китай, вернулся в город, чтобы выяснить, кто за этим стоит. Чтобы окончательно разобраться в том, что произошло той ночью, Нил отправляется в номер Вирджинии, где всё перевёрнуто вверх дном, а она сама исчезла. Тогда Нил едет к миссис Смит, показывая ей брошь. Владелица магазина рассказывает, что год назад Малик был её партнёром по торговле контрабандными драгоценностями, которые они переправляли через Бирму в Китай сухопутным путём, однако этот маршрут закрылся после того, как Бирму заняли японцы. Тогда кто-то наладил контрабанду драгоценностей самолётами, после чего миссис Смит вышла из этого бизнеса и сосредоточилась на своём магазине, в то время, как Малик решил выйти на контрабандистов. Прямо в салоне миссис Смит британские полицейские во главе с капитаном Хендриксом (Гэвин Мьюр) арестовывают Нила по подозрению в убийстве Малика, после того, как находят на месте преступления его пистолет. Чтобы дать возможность Нилу продолжить расследование, Педро заявляет полицейским, что Нил уже давно отдал ему свой пистолет. Педро задерживают, а Нил выходит на свободу. Вскоре в нему подходит индианка, которая провожает его к Вирджинии, скрывающейся в дорогом особняке. Когда Нил сообщает, что драгоценности спрятаны в банке, Вирджиния пытается уговорить его забрать их оттуда и передать в полицию, после чего признаётся Нилу в любви, и они целуются. На следующее утро Нил возвращается в гостиницу, где узнаёт от администратора, что в ночь убийства Билл и Вирджиния не были в гостиничном баре, а в радионовостях на следующее утро не сообщали об убийстве Билла. Поняв, что Вирджиния его обманула, Нил возвращается в особняк, выкладывая перед Вирджинией драгоценности. Видя, как загорелись её глаза, Нил понимает, что она замешана в убийстве Билла и Малика, однако не могла совершить их сама, так как ей не хватило бы сил задушить Билла. Нил несколько раз резко бьёт Вирджинию, заставляя сознаться в том, что она работала на Лассера, который использовал её, приставляя к лётчикам, чтобы через них организовать перевозку контрабандного товара. В ночь своей гибели Билл случайно увидел, как Лессер со своим подручным прячут в салоне самолёта контрабандные драгоценности, когда вернулся за своими вещами в аэропорт. После этого, как утверждает Вирджиния, она не могла допустить, чтобы Билл рассказал властям о том, что он увидел. При встрече она стала угрожать Биллу оружием, и в этот момент Лассер задушил его. Отвлекая Нила рыданиями, Вирджиния подходит к комоду, откуда извлекает пистолет, однако Нил перехватывает её руку, и пистолет падает. В этот момент в комнату входит вооружённый Лассер, которого предупредил следивший за Нилом подручный. Лассер угрожает убить обоих, однако Нилу удаётся на секунду отвлечь его внимание, толкнув Вирджинию, подхватить с пола её пистолет и застрелить противника. После этого Нил вызывает полицию, которая арестовывает Вирджинию. Когда её уводят, она продолжает утверждать, что любит Нила и целует его. Когда Нил напоминает ей, что несколько минут назад она пыталась его убить, она отвечает, что ей это было бы очень неприятно. Вскоре, когда Нил собирается в очередной полёт, его приходит проводить Марина, говоря, что проблемы в горах не так опасны, как проблемы с женщинами. Перед расставанием Нил называет её своим другом, и они нежно целуют друг друга.

## В ролях
- Алан Лэдд — Нил Гордон
- Гэйл Расселл — Вирджиния Мур
- Уильям Бендикс — Педро Блейк
- Джун Дюпре — Марина Танев
- Лоуэлл Гилмор — Эрик Лассер
- Эдит Кинг — миссис Смит
- Пол Сингх — Мул Радж Малик
- Гэвин Мьюр — инспектор Кендрикс
- Джон Уитни — Билл Каннингэм
- Бенсон Фонг — молодой китайский клерк

В титрах не указаны
- Гарри Кординг — чайный плантатор
- Гертруда Астор — покровительница ночного клуба

## Создатели фильма и исполнители главных ролей
Режиссёр Джон Фэрроу и ведущие актёры этого фильма неоднократно работали вместе на протяжении 1940-х годов. Так, в 1942 году вышла военная драма «Остров Уэйк», которая принесла их единственные номинации на Оскар как Фэрроу в качестве режиссёра, так и Уильяму Бендиксу за роль второго плана. Далее, как пишет историк кино Джефф Майер, после съёмок военного фильма «Коммандос атакуют на рассвете» (1942) для студии Columbia Фэрроу вернулся на Paramount, где проработал до конца десятилетия, ставя фильмы в самом широком жанровом диапазоне. Среди них были фильмы с участием Алана Лэдда и Бендикса — военная драма «Китай» (1943) и морская история «Два года под парусом» (1946). В конце 1940-х годов Фэрроу поставил несколько сильных фильмов нуар, таких как «Большие часы» (1948) и «У ночи тысяча глаз» (1948) с Гэйл Расселл. В 1950-е годы, уже после ухода с Paramount, Фэрроу продолжал работать в нуаровом жанре, поставив фильмы «Где живёт опасность» (1950) и «Женщина его мечты» (1951) для студии RKO, а также «Неверная жена» (1957) для Universal. В 1950-е годы Фэрроу ещё несколько раз работал с Лэддом на таких фильмах, как мелодрама «Помимо славы» (1948), вестерн «Красная гора» (1951) и костюмированная приключенческая драма «Ботани-Бей» (1952).
Звёздный прорыв Алану Лэдду обеспечили три фильма нуар, в которых его партнёршей была Вероника Лейк — «Оружие для найма» (1942), «Стеклянный ключ» (1942) и «Синий георгин» (1946). В последнем из этих фильмов, как и в «Калькутте», Лэдд сыграл вместе с Бендиксом пару вернувшихся к мирной жизни бывших военных лётчиков. Позднее, в фильме нуар «Сайгон» (1948), своей четвёртой и последней картине вместе с Лейк, Лэдд вновь сыграл лётчика, вовлечёного в нелегальные авиаперевозки. В начале своей карьеры помимо картины «Остров Уэйк» Уильям Бендикс сыграл свои лучшие роли также в военной драме Хичкока «Спасательная шлюпка» (1942) и в фильме нуар «Тёмный угол» (1946), а также в фильмах с участием Лэдда — «Стеклянный ключ» (1942), «Китай» (1943) и «Синий георгин» (1946). Перед началом работы в «Калькутте» Бендикс и Лэдд только что закончили съёмки в картине Фэрроу «Два года под парусом» (1946). Впоследствии Бендикс ещё раз сыграл лётчика в воздушном экшне Фэрроу «Пылающий полдень» (1947), он также запомнился по таким значимым фильмам нуар, как «Паутина» (1947), «Большой обман» (1949, также поставленный с участием Фэрроу) и «Детективная история» (1951).
За время своей непродолжительной жизни, оборвавшейся 1961 году, когда актрисе было всего 36 лет, Гэйл Расселл успела сыграть в таких значимых фильмах, как хоррор-мелодрама «Незваные» (1944), криминальная мелодрама «Солти О'Рурк» (1945), где её партнёром был Лэдд, вестерн «Ангел и негодяй» (1947), фильмы нуар «Восход луны» (1948) и «У ночи тысяча глаз» (1948), последний из которых поставил Фэрроу. Как написал историк кино Боб Порфирио, «экзотические черты Расселл, тёплая манера и мягкий голос неизменно придавали ей коннотацию невинности и беззащитности, которые в дальнейшем были использованы в большинстве её фильмов. Однако в „Калькутте“ Paramount пошёл на смелый шаг, заменив постоянную партнёршу Лэдда Веронику Лейк, которая в его фильмах играла романтическую „девушку в беде“, на Гейл Расселл в роли роковой женщины, и довольно опасной». Джун Дюпре сыграла свои самые заметные роли в таких фильмах, как приключенческая мелодрама «Четыре пера» (1939), семейная сказка «Багдадский вор» (1940), мелодрама «Только одинокое сердце» (1944) и детектив по Агате Кристи «И не осталось никого» (1945). Для этого фильма Дюпре была взята в аренду у компании RKO. В 1946 году, ещё до выхода фильма на экраны, Дюпре покинула Голливуд, а в 1948 году вообще фактически завершила кинокарьеру.

## История создания фильма
Как отметил кинообозреватель Эдвин Шаллерт, поскольку Калькутта в то время часто фигурировала в новостях и военных сводках, студия Paramount решила, что этот город будет идеальным местом действия для фильма. О начале работы над фильмом было объявлено в конце 1944 года. Фильм был поставлен по оригинальной истории Сетона Миллера, который также выступил в качестве сценариста и продюсера.
По информации Американского института кино, съёмки проходили в июне-июле 1945 года. В качестве специальных технических советников на съёмки были приглашены один из лётчиков, регулярно летавших через Гималайский хребет, офицер расквартированного в Бирме британского полка, бывшая жительница Калькутты Мэдж Шофилд и постоянный эксперт Голливуда по Индии, доктор Пол Сингх. Двое последних даже сыграли в фильме небольшие роли. По информации Paramount News, доктор Сингх в течение многих лет жил в Калькутте, где его семья на момент съёмок фильма всё ещё держала собственный экспортно-импортный бизнес.

## Оценка фильма критикой

### Общая оценка фильма
После выхода на экраны фильм вызвал неоднозначные отзывы. Так, обозреватель «Лос-Анджелес Таймс» Филип К. Шойер отметил, что фильм создаёт «атмосферу и удерживает зрительский интерес», хотя, по его мнению, Гэйл Расселл неверно выбрана на роль. С другой стороны, Томас М. Прайор в «Нью-Йорк Таймс» заключил, что фильм «относится к тому типу приключенческой мелодрамы, которая, хотя, возможно, и не разрушит репутацию своей звезды (Лэдда), тем не менее, определённо не поможет её укрепить». По мнению рецензента, фильм «вызывает у зрителя лишь желание проворчать, что „мы это уже видели и ранее, и тогда это было намного лучше“». И хотя в фильме «то и дело свистят кулаки и грохочет оружие, однако это не вызывает особого возбуждения».
Современные киноведы также оценили фильм довольно сдержанно. Спенсер Селби назвал его фильмом нуар, в котором «гражданский лётчик в Индии пытается отомстить за убийство друга», а Кини определил его как «довольно стандартный боевик с некоторыми интересными нуаровыми элементами, которые немного придают ему остроты». Боб Порфирио отметил, что «на первый взгляд, „Калькутта“ выглядит как типичный приключенческий боевик, сделанный для привлечения интереса поклонников Алана Лэдда. Однако при более тщательном рассмотрении заметно сильное влияние на этот фильм традиций крутых детективных романов, и не только по причине ледяной игры Лэдда в качестве крутого главного героя, но особенно из-за отношения его персонажа к женщинам». Журнал TimeOut назвал картину остро приправленным фильмом категории В, который был полностью снят на студийной натуре, несмотря на то, что его действие происходит в Азии. Шварц также отметил, что это «сделанная в быстром темпе, старомодная приключенческая история полностью снята на натурной съёмочной площадке студии Paramount», оценив её как «малозначимую халтуру, хотя и занимательную». По мнению Крейга Батлера, «фильм смотрится интереснее, чем он есть на самом деле, благодаря свойственной Лэдду холодной игре при достаточно хорошей поддержке со стороны нескольких других актёров». Критик с сожалением замечает, что в этой картине «все ходы знакомы, повороты предсказуемы, а реальный саспенс отсутствует», и «даже потенциально интересное место действия практически никак не использовано», в итоге фильму явно не хватает «ощущения экзотики и новизны».

### Оценка личности главного героя
По мнению Боба Порфирио, необычность фильма заключена, прежде всего, в характере персонажа Лэдда, точнее, в его отношении к женщинам. Киновед считает, что взаимодействие Лэдда и Расселл «держит на себе весь фильм, демонстрируя женоненавистническое напряжение, характерное для жанра крутого романа. Подразумевается, что это напряжение существовало и в значительной части послевоенного американского общества» . Порфирио обращает внимание на то, что «именно способность персонажа Лэдда противостоять женским чарам позволило ему выжить, о чём даётся понять в нескольких классических обменах репликами между ним и Расселл». В частности, Лэдд приводит ей старую индийскую поговорку: «Мужчина, который доверяет женщине, идёт по ряске на пруду». А когда Расселл говорит, что в отличие от его погибшего приятеля он «холоден, жесток и эгоистичен», он отвечает: «Может быть, но я всё ещё жив». Шварц также отмечает, что «политически некорректные поступки придают Лэдду черты нуарового героя, тем самым обеспечивая энергию этому фильму категории В». Цитируя индийскую поговорку, Лэдд даёт понять, как ему удалось выжить в обществе таких опасных женщин, как Вирджиния, в то время как его приятель Билл погиб из-за того, что слишком легко поддался на чары роковой женщины.

### Оценка работы творческой группы и актёрской игры
Прайор в «Нью-Йорк таймс» назвал историю сценариста и продюсера фильма Сетона И. Миллера «жалким бардаком», заявив, что сценарий «не обеспечивает актёров репликами и сценами, которые будут волновать зрителя». Тем не менее, по его мнению, Лэдд «выдаёт грамотную игру при хорошей поддержке со стороны Уильяма Бендикса». Шварц полагает, что Лэдд холодно играет «героя боевика, который упивается своим презрением к женщинам как к ненадёжным партнёрам». По мнению Батлера, «к сожалению, ни режиссёр Джон Фэрроу, ни сценарист Сетон Миллер на этот раз не делают ничего запоминающегося», а Лэдд «демонстрирует хорошую форму в роли своего рода нуарового героя, которого нельзя подцепить на загадочный женский взгляд или крутые женские формы». Критик полагает, что актёр прекрасно ведёт свою роль, однако «ему нужна более сильная партнёрша, чем Гэйл Расселл. Она выглядит потрясающе, но играет слабо, и для успеха Лэдду нужен кто-то более опасный». Более качественную работу, по мнению Батлера, «дают Уильям Бендикс и Эдит Кинг, а также некоторые другие второстепенные актёры».